# بخش شرتره
بخش شرتره (به فرانسوی: Arrondissement de Chartres) یک بخش در فرانسه است که در اور-ا-لوآر واقع شده‌است.